# Ingebrigt Johansson
Ingebrigt Johansson (24 de octubre de 1904, Narvik - 24 de abril de 1987, Oslo) fue un matemático noruego. Fue el desarrollador de la lógica mínima (o cálculo mínimo).

## Biografía
Johansson nació en Narvik, Noruega, el 24 de octubre de 1904, siendo hijo de Isak Johansson (1849-1941) y Gjertrud Kletten (1865-1948).
En 1923 Johansson ingresó en la Universidad de Oslo para estudiar matemáticas. Después de obtener su título de Candidatus realium en 1928, continuó sus estudios en Bonn en 1929 y en Fráncfort del Meno en 1930-1931. En 1931 se recibió como Doctor en filosofía de la Universidad de Oslo por su disertación "Topologische Untersuchungen über unverzweigte Überlagerungsflächen" (Investigaciones topológicas de superficies superpuestas no ramificadas).
Desarrolló su carrera profesional en la Universidad de Oslo: de 1931 a 1936 como becario de geometría, de 1936 a 1942 como profesor de geometría descriptiva y finalmente como profesor de matemáticas a partir de 1946 (su nombramiento data de 1942). De 1935 a 1946, Johansson fue presidente de la Sociedad Matemática Noruega. Fue elegido miembro de la Academia Noruega de Ciencias y Letras en 1937. En 1941, se casó con Gidske Jacoba Schult (1908-1994). 
En 1960, fue representante noruego en el Comité Nórdico para la Modernización de las Matemáticas Escolares. Su colaboración se vería objetivada en Matematikk for reallinjen: Algebra og funksjonslære 1 (Matemáticas para la línea real: Álgebra y teoría funcional 1), libro de texto escrito por Johansson, Ragnar Solvang y Ottar Ytrehus, publicado por Cappelens Forlag en 1968. Sería el primer volumen de una trilogía que sería publicada en Cappelen.
Dedicó gran esfuerzo a la didáctica de las matemáticas, experimentando con nuevos métodos de enseñanza e introduciendo nuevas formas de examen, como tareas de crítica y comentario. También escribió varios libros de texto y trabajó en reformas curriculares para la facultad de matemáticas de Oslo. Murió en Oslo, Noruega, el 24 de abril de 1987.

## Logros científicos
Las actividades de investigación científica de Johansson abarcaron varias áreas de las matemáticas, pero se referían principalmente a las áreas de geometría, topología y lógica simbólica:
- En geometría, Johansson dio una interpretación geométrica de los cuaterniones e investigó la geometría de Edmond Laguerre.
- En topología, trabajó en el Teorema del lazo.
- En su disertación doctoral, demostró que el grupo fundamental de una superficie no compacta debe ser siempre un grupo libre. Una aplicación de este resultado es una prueba topológica del Teorema de Nielsen-Schreier de que los subgrupos de grupos libres son siempre grupos libres.

Sus logros en el campo de la lógica intuicionista son particularmente notables. Johansson fue el primero en utilizar los métodos de Gerhard Gentzen. Se le considera el fundador de la lógica mínima o cálculo mínimo (Minimalkalkül):

Este cálculo se diferencia de un cálculo de la lógica clásica solo en que la regla de eliminación para la doble negación, es decir, la sustitución de ¬(¬a), es reemplazada. El cálculo estándar de la lógica intuicionista reemplaza la regla de eliminación de la doble negación por ⊥ ⇒ a. En el cálculo minimalista dorado ⊥ ⇒ a.
Jörg Neunhäuserer

La reductio ad absurdum débil es la regla de prueba: si Σ, A ⊢¬ A entonces Σ ⊢¬ A ; la cual es válida tanto en la lógica mínima de Johansson, una forma de debilitamiento de la lógica intuicionista, como en la Lógica de la Paradoja de Graham Priest.

## Obras seleccionadas

### Libros
- Johansson, Ingebrigt (1931). Topologische Untersuchungen über unverzweigte Überlagerungsflächen. Oslo: Kommisjon hos Dybwad. [Dr.gradsavhandling].
- Johansson, Ingebrigt; Solvang, Ragnar; Ytrehus, Ottar (1972). Algebra og funksjonslære: for gymnasets reallinje, reformgymnaset og toårig grunnkurs. [Oslo]: Cappelen. ISBN 8202001145.
- Johansson, Ingebrigt; Solvang, Ragnar; Ytrehus, Ottar (1974). Algebra og funksjonslære: 2. klasse. [Oslo]: Cappelen. ISBN 8202004683.
- Johansson, Ingebrigt; Solvang, Ragnar; Ytrehus, Ottar (1975). Algebra og funksjonslære: 3. klasse. [Oslo]: Cappelen. ISBN 8202007003.

### Artículos
- Johansson, Ingebrigt (1930). Ein Beitrag zur ebenen Geometrie von Laguerre. Math Z 32:259–290.
- Johansson, Ingebrigt (1932). Eine Repräsentation der zweireihigen Matrizen (und der Quaternionen) durch Geraden des Raumes. Acta Math. 59:443–453.
- Johansson, Ingebrigt (1935). Über singuläre Elementarflächen und das Dehnsche Lemma. Math Z 110: 312–320.
- Johansson, Ingebrigt (1937). Der minimalkalkül, ein reduzierter intuitionistischer formalismus. Compositio Matematica. 4:119–136.
- Johansson, Ingebrigt (1938). Über singuläre Elementarflächen und das Dehnsche Lemma II. Mathematischen Annalen, 115:658–669.
- Johansson, Ingebrigt (1953). Sur le concept de “le” (ou de “ce qui”) dans le calcul affirmatif et dans les calculs intuitionnistes. Les méthodes formelles en axiomatique, Paris décembre 1950, Colloques internationaux du Centre National de la Recherche Scientifique no. 36, Paris, pp. 65–72.